# Говоров, Леонид Александрович
Леони́д Алекса́ндрович Го́воров (10 [22] февраля 1897, Бутырки, Вятская губерния — 19 марта 1955, Москва) — советский военачальник. Маршал Советского Союза (18 июня 1944 года), Герой Советского Союза (27 января 1945 года). Кавалер ордена «Победа». Академик Академии артиллерийских наук.

## Биография

### Детство и юность
Леонид Александрович Говоров родился 10 (22) февраля 1897 года в деревне Бутырки Яранского уезда Вятской губернии в крестьянской семье. Русский. Отец — Александр Григорьевич Говоров (1869—1920) — работал бурлаком, матросом в пароходной компании купцов Стахеевых и письмоводителем реального училища в Елабуге. Мать — Мария Александровна  Говорова (урождённая Панфилова, 1867—1919) — домохозяйка. Леонид был старшим из четырёх сыновей.
С окончанием ремесленного училища в Яранске Леонид Говоров поступил в Елабужское реальное училище, которое блестяще окончил в 1916 году. В том же году поступил на кораблестроительное отделение Петроградского политехнического института.
В декабре 1916 года был мобилизован в Русскую императорскую армию и был направлен на обучение в Константиновское артиллерийское училище, после окончания которого в июне 1917 года Леонид Александрович Говоров был произведён в прапорщики и назначен младшим офицером мортирной батареи в составе одной из частей Томского гарнизона.
В марте 1918 года был демобилизован и вернулся к родителям в Елабугу, где устроился работать в кооперацию.

### Гражданская война
В сентябре 1918 года со входом в Елабугу частей Народной армии Комуча вместе с младшим братом Николаем в чине прапорщика вступил в её ряды и был определён в артиллерийскую батарею 8-й Камской стрелковой дивизии (2-й Уфимский армейский корпус; с марта 1919 года входил в состав Западной армии). Позднее, в советских анкетах, Говоров писал, что был мобилизован. Принимал участие в Весеннем наступлении армий Восточного фронта адмирала А. В. Колчака, в боях под Уфой, Златоустом, Челябинском и на Тоболе с 5-й армией РККА. 13 июля 1919 года приказом Верховного главнокомандующего адмирала Колчака вместе со служившим в той же батарее братом Николаем произведён в подпоручики. 27 июля приказ был опубликован в официальной газете колчаковского военного ведомства «Русская армия». В наградных листах и записках о службе в связи с представлением братьев к чину подпоручика написано, что они поступили в Белую армию добровольцами.
В декабре 1919 года на фоне общего отступления и разложения колчаковских войск Говоров вместе с братом и несколькими солдатами из состава своей батареи направился в Томск, где в составе боевой дружины принимал участие в восстании против белых властей, получив должность помощника начальника дружины.
22 декабря 1919 года Томск перешёл под контроль РККА и в январе 1920 года Говоров вступил в качестве добровольца в 51-ю стрелковую дивизию под командованием В. К. Блюхера, где занял должность командира артиллерийского дивизиона. Вскоре вся дивизия переброшена на Южный фронт, где в составе Перекопской ударной группы 6-й армии под командованием А. И. Корка дивизион принимал участие в сражениях против армии генерала Врангеля.
В 1920 году Говоров был дважды ранен: в августе под селом Серогозы в ходе оборонительных боёв в районе Каховки получил осколочное ранение в ногу, а в сентябре в бою под Антоновкой — пулевое ранение в руку.
За большое мужество и отвагу, проявленные в боях против армии Врангеля при Перекопско-Чонгарской операции, в 1921 году Леонид Александрович Говоров был награждён орденом Красного Знамени.

### Межвоенный период
В октябре 1923 года Л. А. Говоров назначен начальником артиллерии 51-й (с 14 сентября 1921 года) Перекопской стрелковой дивизии. С ноября 1924 года Говоров служил командиром артиллерийского полка этой дивизии. Жители Одессы, где размещалось управление дивизии, выбирали Л. А. Говорова депутатом городского совета и его Исполкома.
С мая 1931 года занимал должности начальника артиллерии Рыбницкого укреплённого района, с июля 1934 — начальника артиллерии 14-го и 15-го стрелковых корпусов, с февраля по октябрь 1936 года — начальник отделения в артиллерийском отделе Киевского военного округа.
Активно занимается самообразованием. В 1926 году оканчивает Артиллерийские курсы усовершенствования командного состава. В 1930 году оканчивает Высшие академические курсы при Военной академии РККА им. М. В. Фрунзе, а в 1933 году заочно оканчивает полный курс этой академии, проходя обучение на её оперативном факультете. Самостоятельно изучив немецкий язык, сдаёт экзамен на военного переводчика. 5 февраля 1936 года Л. А. Говорову присвоено воинское звание «комбриг». В том же 1936 году попадает в состав первого набора слушателей Академии Генерального штаба РККА, где учился на ставшем позднее знаменитым «маршальском курсе» (на нём учились 4 будущих Маршала Советского Союза, 6 генералов армии, 8 генерал-полковников, 1 адмирал).
В период Большого террора находился под серьёзным подозрением у спецслужб по целому ряду причин: его служба в Белой армии у Колчака, служба там же его родного брата, подозрения в связях с «Промпартией», в середине 1930-х годов на него поступил донос о вредительстве на артиллерийских складах Киевского военного округа, обвинения в связях с «врагами народа» И. И. Гарькавым, С. А. Туровским, Б. И. Бобровым, П. П. Григорьевым и Д. А. Кучинским, но каким-то чудом ему удалось избежать репрессий. В 1938 году досрочно окончил обучение и был назначен преподавателем тактики в Артиллерийскую академию РККА им. Ф. Э. Дзержинского. В 1939 году заканчивает свой первый научный труд на тему «Атака и прорыв укреплённого района». Доцент.
В январе 1940 года назначен начальником штаба артиллерии 7-й армии, участвовавшей в войне с Финляндией на территории Карельского перешейка. За работу по подготовке и артиллерийскому обеспечению прорыва участка линии Маннергейма Л. А. Говоров награждён орденом Красной Звезды, ему досрочно присваивается звание «комдив» (21.03.1940). Летом того же года при переаттестации ему присвоено звание генерал-майор артиллерии (04.06.1940), в марте 1940 года он назначен на пост заместителя генерал-инспектора артиллерии ГАУ РККА.

### 1941 год
В мае 1941 года, за месяц до начала войны, назначен начальником Артиллерийской академии РККА имени Ф. Э. Дзержинского.
С 23 июля 1941 года находится на фронте, где выполняет обязанности начальника артиллерии Западного стратегического направления. С 30 июля возглавляет артиллерию Резервного фронта, в этой должности он активно занимается созданием системы противотанковой обороны, подготовкой Ельнинской наступательной операции.

### Битва за Москву
В период с 5 по 9 октября 1941 года Говоров выполняет работы по организации Можайской линии обороны. Приказом Ставки ВГК от 9 октября на Говорова возложены обязанности заместителя командующего войсками данного формирования. 12 октября в связи с вхождением Можайской линии обороны в организационную структуру Западного фронта переведён на пост начальника артиллерии Западного фронта.
Однако, уже через несколько дней, 15 октября, в связи с ранением Д. Д. Лелюшенко, Говоров, по ходатайству Г. К. Жукова, принимает командование 5-й общевойсковой армией (приказ о назначении Говорова подписан Жуковым 18 октября), которая вела тяжёлые оборонительные бои на подступах к Можайску. 18 октября оборонительные порядки 32-й стрелковой дивизии были прорваны, начались бои с целью предотвращения танкового прорыва противника по Можайскому шоссе и Минской автостраде. В переговорах с командованием фронта Говорову удаётся доказать нецелесообразность дальнейшей борьбы за Можайск. В этот же день, 18 октября, войска 5-й армии оставляют Можайск. В первой половине ноября, пользуясь двухнедельной паузой в сражении, войска 5-й армии организовывают на подступах к Москве глубоко эшелонированную оборону, поддерживаемую мощным артиллерийским заслоном и манёвренными противотанковыми отрядами, подготавливают силы и средства для последующего контрнаступления. 9 ноября Л. А. Говорову было присвоено звание «генерал-лейтенант артиллерии», а 10 ноября он был награждён орденом Ленина. В последовавшем 1 декабря наступлении 4-й армии фон Клюге удалось прорвать оборону 5-й армии на стыке с частями 33-й армии и, углубившись в оборону советских войск на 10 километров, выйти в район деревни Акулово. Находясь в районе боёв, Говоров лично руководит оборонительными действиями, и к 4 декабря прорыв удаётся устранить. 6 декабря началась Клинско-Солнечногорская операция войск правого крыла Западного фронта, в которой, со второй декады декабря, активно принимали участие части правого крыла 5-й армии. 11 декабря подразделения армии переходят в общее наступление.
2 января 1942 года Л. А. Говоров за вклад в декабрьское контрнаступление под Москвой награждён вторым орденом Ленина.

«Генерал-лейтенант тов. Говоров командует войсками Пятой армии с 18 октября 1941 года. Можайскую и Звенигородскую оборонительные операции провёл успешно. Хорошо ведёт наступательные операции по разгрому Можайско-Гжатской группировки противника.

В оперативно-тактическом отношении подготовлен хорошо. Основным недостатком тов. Говорова является некоторая разбросанность по всему фронту и отсутствие навыка в собирании кулака для ударного действия… Тов. Говоров твёрдой воли, требовательный, энергичный, храбрый и организованный командующий войсками».— боевая характеристика командующего 5-й армии генерал-лейтенанта артиллерии Л. А. Говорова;
подписана командующим войсками Западного фронта генералом армии Г. К. Жуковым и членом Военного совета фронта И. С. Хохловым,
28 января 1942
В апреле Говоров госпитализирован с острым приступом аппендицита, командующим 5-й армией назначен И. И. Федюнинский.
21 апреля, в связи с неудачей в проведении Любанской операции, был расформирован Волховский фронт. На его основе была составлена Волховская группа войск Ленинградского фронта. С 25 апреля Л. А. Говоров принимает под командование Ленинградскую группу войск этого фронта (23-я, 42-я и 55-я армии, Приморская и Невская оперативные группы). С момента вступления в должность он сосредоточился на повышении эффективности контрбатарейной борьбы: создаёт Ленинградский артиллерийский корпус контрбатарейной борьбы (включивший в себя, в том числе, артиллерию Балтийского флота), добивается от Ставки ВГК решения о выделении Ленинграду двух авиационных корректировочных эскадрилий. Деятельно работает над задачей по усилению внешнего оборонительного периметра: создаёт на ближних подступах к городу пять полевых укреплённых районов и размещает в них отдельные артиллерийско-пулемётные батальоны, вводит систему сплошных траншей в полный рост на всех участках обороны. Создаёт фронтовой резерв. Вся территория внутри блокадного кольца была разделена на 7 секторов обороны, за каждым из них закреплены отдельные части и построена система огня. Весь город был превращён в гигантский укреплённый район, внутри которого было возможно скрытно от противника маневрировать большими силами и средствами.
8 июня, после печально известного разгрома 2-й ударной армии, Волховский фронт был воссоздан, М. С. Хозин снят с поста командующего Ленинградским фронтом, руководство которым перешло к Л. А. Говорову. В июле, без прохождения кандидатского стажа, принят в члены ВКП(б).

### Прорыв блокады Ленинграда
Летом 1942 Говоров проводит подготовку сил фронта (Невская оперативная группа, 55-я армия) к участию в Синявинской наступательной операции. Целью операции были деблокада Ленинграда с суши и срыв готовившейся силами группы армий «Север» операции «Северное сияние» (нем. «Nordlicht» — нордлихт). К концу сентября стало очевидно, что силы фронтов не в состоянии справиться с задачей по прорыву блокады. 1 октября командование Ленинградского фронта получило приказ Ставки ВГК — отойти на исходные позиции (Невская оперативная группа сохранила за собой Невский пятачок).
В конце октября Говоров приступает к разработке новой операции. С 25 ноября начинается подготовка частей фронта к предстоящим боевым действиям. 2 декабря план операции, получившей название «Искра», был утверждён ставкой ВГК. Цель операции — встречными ударами Ленинградского и Волховского фронтов рассечь группировку противника в районе синявинского выступа, соединиться южнее Ладожского озера и прорвать блокаду Ленинграда.
12 января 1943 года началась наступательная операция войск Ленинградского и Волховского фронтов, а 18 января советские части вышли на соединение, блокада была прорвана. 15 января Л. А. Говорову присвоено звание «генерал-полковник». 27 февраля наступление остановлено, а командование фронтов приступило к составлению планов новой наступательной операции. За операцию по прорыву блокады Ленинграда 28 января Говоров был награждён орденом Суворова I степени. В июле-августе 67-я армия Ленинградского фронта принимает участие в Мгинской операции. Цель данной операции заключалась в срыве планов командования группы армий «Север» по восстановлению блокадного кольца. В сентябре в Ставку ВГК был представлен план разработанной при активном участии Л. А. Говорова Ленинградско-Новгородской стратегической операции. По плану этой операции войсками Ленинградского фронта предполагалось осуществить полное снятие блокады и освободить от частей противника территорию Ленинградской области. 17 ноября в самый разгар подготовки операции Говорову было присвоено звание «генерал армии».
14 января войска Ленинградского фронта приступили к осуществлению Ленинградско-Новгородской операции. В ходе наступления фронт прорвал глубоко эшелонированную оборону противника, разгромив петергофско-стрельнинскую группировку. К 27 января 1944 года войска противника были отброшены на 65—100 км от города. 27 января в Ленинграде состоялся салют в ознаменование окончательного снятия блокады, а приказ на проведение салюта отдал Леонид Александрович Говоров по поручению Сталина.
Развивая наступление, войска Ленинградского фронта под командованием генерала армии Говорова прошли около 100—120 км, выйдя к реке Нарва и захватив плацдарм на западном берегу реки. За успех в проведении операции по снятию блокады Ленинграда Говоров 21 февраля был награждён вторым орденом Суворова 1-й степени.
К 1 марта 1944 года войска Ленинградского фронта в ходе наступления прошли на запад около 220—280 км. В ходе наступления было уничтожено три и разгромлено 23 дивизии противника и почти полностью была освобождёна Ленинградская область и часть Калининской области.

### Взятие Выборга
10 июня Ленинградский фронт наряду с Карельским фронтом, Балтийским флотом, Ладожской и Онежской флотилиями начал Выборгско-Петрозаводскую операцию с целью вывода из войны Финляндии.
Операцию начинали войска Ленинградского фронта (21-я и 23-я армии — свыше 150 000 человек), затем (в июле 1944 г.) в наступление переходил Карельский фронт (32-я и 7-я армии). Заблаговременно Говоровым был проведён крупный отвлекающий манёвр с демонстрацией готовящегося удара по Нарве. А тем временем Краснознамённый Балтийский флот осуществил скрытную переброску частей 21-й армии из района Ораниенбаума на Карельский перешеек. Тем самым был создан эффект внезапности для противника.
Непосредственно наступлению предшествовали удары авиации и 10-часовая артиллерийская подготовка. На 1 км фронта использовалось 500 орудий. Финны были застигнуты врасплох.
За десять дней боёв войсками Ленинградского фронта были прорваны 3 полосы обороны (соответственно 11, 17 и 19 июня) восстановленной финнами в 1941—1944 гг. «линии Маннергейма». Темп наступления был очень высокий и составлял 10-12 км в сутки. В директиве от 11 июня 1944 г. Ставка ВГК отметила успешный ход наступления и приказала войскам Ленинградского фронта 18—20 июня овладеть Выборгом.
За достигнутые успехи 18 июня Л. А. Говорову было присвоено звание «Маршал Советского Союза», а 20 июня 21-я армия Ленинградского фронта в ходе упорных боёв овладела южным предместьем и центром Выборга. После занятия города Ставка уточнила задачи войскам Ленинградского фронта. В директиве от 21 июня указывалось, что фронт должен 26—28 июня очистить от противника Карельский перешеек северо-восточнее реки Вуокса и озера Вуокса. Выполняя эти указания, войска фронта продолжали наступление. Финское командование, сознавая нависшую опасность, срочно подтягивало резервы. Поэтому за первую декаду июля 21-я армия смогла продвинуться лишь на 10—12 км.
23-я армия к тому времени форсировала реку Вуокса и захватила небольшой плацдарм на её северном берегу. В период с 4 по 6 июля в тесном взаимодействии с Краснознамённым Балтийским флотом советские войска путём высадки ряда морских десантов овладели основными островами Выборгского залива и приступили к подготовке высадки десанта на его северное побережье в тыл финских войск.
Между тем сопротивление противника на Карельском перешейке всё более усиливалось. К середине июля здесь действовало до трёх четвертей всей финской армии (около 60 000 человек). Её войска занимали рубеж, который на 90 процентов проходил по водным препятствиям, имевшим ширину от 300 м до 3 км. Это позволило противнику создать прочную оборону. Дальнейшее продолжение наступления советских войск на Карельском перешейке в этих условиях могло привести к неоправданным потерям. Поэтому Ставка приказала Ленинградскому фронту с 12 июля 1944 г. перейти к обороне на достигнутом рубеже.
В ходе наступления, продолжавшегося более месяца, войска фронта вынудили врага перебросить значительные силы из Южной Карелии на Карельский перешеек. Это изменило соотношение сил в пользу войск Карельского фронта и тем самым создало благоприятные предпосылки для успеха их удара. Войска Карельского фронта 9 августа вышли на линию Кудамгуба, Куолисма, Питкяранта, завершив тем самым Выборгско-Петрозаводскую наступательную операцию. 4 сентября правительство Финляндии достигло договорённости с Советским правительством о прекращении военных действий. В свою очередь, с 8.00 5 сентября Ленинградский и Карельский фронты, по распоряжению Ставки ВГК, прекратили военные действия против финских войск.

### Освобождение Прибалтики
С 24 июля по 24 ноября части Ленинградского фронта, осуществляя разработанные под руководством Говорова Нарвскую, Таллинскую наступательные и Моонзундскую десантную операции, нанесли поражение немецкой оперативной группе «Нарва» и вытеснили противника с территории Эстонии. Начиная с 1 октября по приказанию Ставки ВГК, одновременно с командованием своим фронтом, выполняет задачу по координированию действий 2-го и 3-го Прибалтийских фронтов в Рижской операции. После освобождения Риги 16 октября 3-й Прибалтийский фронт был расформирован, а 1-й и 2-й Прибалтийский фронты начали блокаду группировки немецких войск в Курляндии.
Указом Президиума Верховного Совета СССР от 27 января 1945 года Маршалу Советского Союза Леониду Александровичу Говорову было присвоено звание Героя Советского Союза с вручением ордена Ленина и медали «Золотая Звезда» (№ 5370).
С начала февраля назначен, по совместительству, командующим силами 2-го Прибалтийского фронта. 1 апреля фронт был расформирован, а все его части вошли в состав Ленинградского фронта. Руководил действиями советских фронтов против Курляндской группировки немецких войск. 8 мая командование группы армий «Курляндия» приняло условия советского ультиматума и капитулировало.

### Послевоенный период
Указом Президиума Верховного Совета СССР от 31 мая 1945 года Леонид Александрович Говоров был награждён орденом «Победа» за разгром немецких войск под Ленинградом и в Прибалтике.
9 июля 1945 года назначен командующим войсками Ленинградского ВО, образованного на основе Ленинградского фронта. С апреля 1946 года — главный инспектор Сухопутных войск. С января 1947 года занимает пост главного инспектора Вооружённых сил СССР, а с 7 июля 1948 года совмещает эту должность с должностью командующего ПВО страны (с марта 1950 года одновременно заместитель Военного министра СССР). В 1947 году он был председателем комиссии, которой было поручено подготовить предложения по выработке дальнейших путей развития противовоздушной обороны СССР. Под его началом в СССР проводится структурная реорганизация управления войсками ПВО (ликвидация округов, армий и корпусов ПВО с формированием вместо них районов ПВО в качестве общевойсковых оперативных объединений), в частях ПВО принимаются на вооружение зенитно-ракетные комплексы, реактивные истребители, новейшие радиолокационные станции.
В январе 1948 года председательствует в Суде чести Министерства Вооружённых Сил СССР по делу группы адмиралов — Н. Г. Кузнецова, Л. М. Галлера, В. А. Алафузова и Г. А. Степанова. Обвинение состояло в том, что в 1942—1944 годах они без разрешения Правительства СССР передали Великобритании и США большое количество секретных технических документов и морских карт. Суд чести признал их виновными и постановил ходатайствовать перед Советом Министров СССР о предании виновных суду Военной коллегии Верховного суда СССР. В феврале 1948 года Военная коллегия Верховного суда СССР признала адмиралов виновными в предъявленных им обвинениях и приговорила Галлера, Алафузова и Степанова к различным срокам заключения. В 1953 году все осуждённые по этому делу были реабилитированы.
На XIX съезде КПСС в октябре 1952 года избран кандидатом в члены ЦК КПСС.
С апреля 1953 года назначен на пост Главного инспектора Министерства обороны СССР. В мае 1954 года становится первым главнокомандующим Войсками ПВО СССР — заместителем министра обороны СССР.
Ещё с войны Говоров был тяжело болен гипертонической болезнью, которую усугубляли частые стрессы. В июле 1954 года у него наступил тяжёлый приступ стенокардии, закончившийся развитием инфаркта миокарда. 2 марта 1955 года перенёс третий инфаркт. Скончался в ночь на 19 марта 1955 года в подмосковном санатории «Барвиха». После смерти был кремирован, урна с прахом захоронена в Кремлёвской стене на Красной площади в Москве.

## Семья
- Братья Николай, Михаил и Владимир — все стали командирами Красной Армии. Николай в 1918 окончил реальное училище, вместе с Леонидом воевал в белой армии и дезертировал. Затем служил в РККА, демобилизовался по состоянию здоровья. Михаил воевал с басмачами, в 1932 году неожиданно умер от тифа. Владимир служил в РККА, в 1941 был арестован и осуждён на 10 лет лагерей, в 1943 году личное ходатайство Леонида Говорова перед Сталиным принесло ему свободу.
- Жена — Лидия Ивановна (1903—1983).
- Дети, внуки и правнуки:
  - Владимир Леонидович (1924—2006) — генерал армии, Герой Советского Союза, председатель Российского комитета ветеранов войны и военной службы. Был женат на дочери Главного маршала артиллерии М. И. Неделина Людмиле;
    - Леонид Владимирович (род. 1952) — военный и политический деятель России.
      - Мария Леонидовна.
      - Людмила Леонидовна.

  - Сергей Леонидович (1944—2013) — полковник в отставке.
    - Алексей Сергеевич Говоров (род. 1971)
      - Павел Алексеевич.

Все умершие похоронены на Новодевичьем кладбище в Москве (кроме самого Маршала Говорова).

## Воинские звания
- прапорщик — 1917 год
- подпоручик — 13 июля 1919 года
- комбриг — 5 февраля 1936 года
- комдив — 21 марта 1940 года
- генерал-майор артиллерии — 4 июня 1940 года
- генерал-лейтенант артиллерии — 9 ноября 1941 года
- генерал-полковник — 15 января 1943 года
- генерал армии — 17 ноября 1943 года
- Маршал Советского Союза — 18 июня 1944 года

## Награды

### СССР
- Медаль «Золотая Звезда» (27.01.1945)
- Пять орденов Ленина (10.11.1941, 02.01.1942, 27.01.1945, 21.02.1945, 21.02.1947)
- Орден «Победа» (№ 13 — 31.05.1945)
- Три ордена Красного Знамени (1921, 03.11.1944, 15.11.1950)
- Два ордена Суворова I степени (28.01.1943, 21.02.1944)
- Орден Кутузова I степени (29.07.1944)
- Орден Красной Звезды (15.01.1940)
- Медаль «XX лет Рабоче-Крестьянской Красной Армии» (22.02.1938)
- Медаль «За оборону Ленинграда»
- Медаль «За оборону Москвы»
- Медаль «За Победу над Германией в Великой Отечественной войне 1941—1945 гг.»
- Медаль «В память 800-летия Москвы»
- Медаль «30 лет Советской Армии и Флота»

### Иностранные награды
- Орден Республики (03.03.1942, Тувинская Народная Республика).
- Орден Почётного легиона (Франция).
- Орден «Легион Почёта» в степени «главнокомандующий» (США)[13].
- Военный крест 1939—1945 гг (Франция).

## Память о Говорове
В честь Леонида Александровича Говорова названы улицы и переулки во многих городах России и других стран, в том числе
в России
- в Москве (Улица Говорова), Санкт-Петербурге, Красноярске, Иркутске, Томске, Кирове, Ростове-на-Дону, Одинцове, Можайске, Рузе, Елабуге, Советске Кировской области, Балашихе, Грязи, Нижней Туре, Новошахтинске, Ревде, Сальске, Сочи;

на Украине
- в Киеве, Одессе, Донецке, Кременчуге;

В Казахстане
- в Таразе, Усть-Каменогорске;

в Таджикистане
- в Душанбе.
- Имя маршала Л. А. Говорова в 1955 году было присвоено Военной орденов Октябрьской Революции и Отечественной войны инженерной радиотехнической академии противовоздушной обороны (ранее — Артиллерийская радиотехническая ордена Отечественной войны академия Советской Армии) в Харькове (существовала до 1993 года).
- Имя Леонида Александровича носит Ярославское высшее военное училище противовоздушной обороны

В Санкт-Петербурге установлены:
- Памятник на площади Стачек (установлен в 1999 году);
- Две мемориальные доски (Кронверкская улица дом № 29; ул. Маршала Говорова, дом № 2);
- Бюст на территории школы «Балтика-колледж» (также носящей имя Говорова)[14] (ул. Маяковского, 37В)[15][16].

Также имя Говорова в Санкт-Петербурге носит сквер на пересечении Московского проспекта и набережной реки Фонтанки). Около сквера был установлен памятный знак «Сквер маршала Л. А. Говорова».
В Елабуге установлены памятник-бюст на площади Памяти (был открыт в 2000 году) и мемориальная доска на здании бывшего реального училища (ул. Набережная, дом № 19).
В Кирове в парке Победы установлен памятник-бюст Маршалу Советского Союза Леониду Говорову (открыт 7 мая 2015 г.).
- В октябре 2021 года мемориальная доска открыта на здании штаба 5-й общевойсковой армии в Уссурийске[21].

Распоряжение губернатора Санкт-Петербурга 

от 23 января 1998 года № 63-р 

«О сооружении в Санкт-Петербурге памятника маршалу Л. А. Говорову» (с изменениями на 24 марта 1999 года № 314-р)

В целях увековечения памяти и в связи со 100-летием со дня рождения выдающегося полководца маршала Л. А. Говорова: 

1. Установить в Санкт-Петербурге на площади Стачек памятник маршалу Л. А. Говорову (пункт в редакции распоряжения губернатора Санкт-Петербурга от 24 марта 1999 года № 314-р).

2. Определить, что заказчиком на все виды работ, связанных с установкой памятника, является территориальное управление Кировского административного района Санкт-Петербурга.

3. Принять к сведению, что:

3.1. Проектировщиком и генеральным подрядчиком установки памятника является персональная творческая архитектурная мастерская Е. Ф. Шаповаловой Санкт-Петербургского союза архитекторов России.

3.2. Финансирование работ, связанных с установкой памятника, будет осуществляться за счёт средств общественности, привлеченных государственным унитарным предприятием «Городской центр размещения рекламы» (пункт в редакции распоряжения губернатора Санкт-Петербурга от 24 марта 1999 года № 314-р).

4. Комитету по градостроительству и архитектуре выдать в установленном порядке разрешительную документацию на проектирование и строительство памятника.

5. Контроль за выполнением распоряжения возложить на председателя Комитета по градостроительству и архитектуре Харченко О. А.

— Губернатор Санкт-Петербурга В. А. Яковлев
В Москве, Санкт-Петербурге и Елабуге школам присвоено имя Маршала Говорова.
В 1981 году Л. А. Говоров посмертно удостоен звания почётного гражданина Можайска.
- Почтовая марка СССР[22]
- Почтовая марка России
- Памятная табличка на ул. Маршала Говорова в Санкт-Петербурге
- Бюст в Кирове (2019 год)
- Памятник в Санкт-Петербурге на пл. Стачек
- Памятный знак. «1943, 14-19 января. Сквер имени Героя Советского Союза маршала Говорова Л. А.»
- Бюст (слева) на аллее героев в Елабуге
- Бюст на аллее Героев в Можайске

## Киновоплощения
- «Блокада» (1973—1977) — Алексей Преснецов
- «Маршал революции» (1978) — Владимир Никитин.
- «Седьмая симфония» (2021) — Евгений Дятлов.

## Комментарии
1. ↑  Деревня Бутырки (Хреново), относившаяся к Водозерской, затем — Советской волости Яранского уезда, в последующем входила в состав Лесниковского сельсовета Советского района Кировской области; не сохранилась[1].